# Willem Anthonie Froger
Willem Anthonie Froger (Amsterdam, 24 mei 1812 - Amsterdam, 17 januari 1883) was een Nederlands ingenieur en architect.

## Leven en werk
Hij was zoon van Anna Elisabeth Kruys en hoedenmaker Isaäc Johannes Froger. Hijzelf trouwde in 1836 met Catharina Stork.
Op zijn militiekeuring stond al vermeld dat hij een militaire studie genie volgde. Na die Koninklijke Militaire Academie in Breda (1828-1832). Hij werkte  voor het leger als officier (1832-1849) en als docent in technische vakken, ontwerper en technisch adviseur. Daarna werd hij ambtenaar onder meer bij de voorloper van de Dienst der Publieke Werken (ambtenaar en inspecteur; 1853-1856) en vanaf 1856 architect. De gemeente Amsterdam schakelde hem daarbij nog wel in als commissielid of adviseur. 

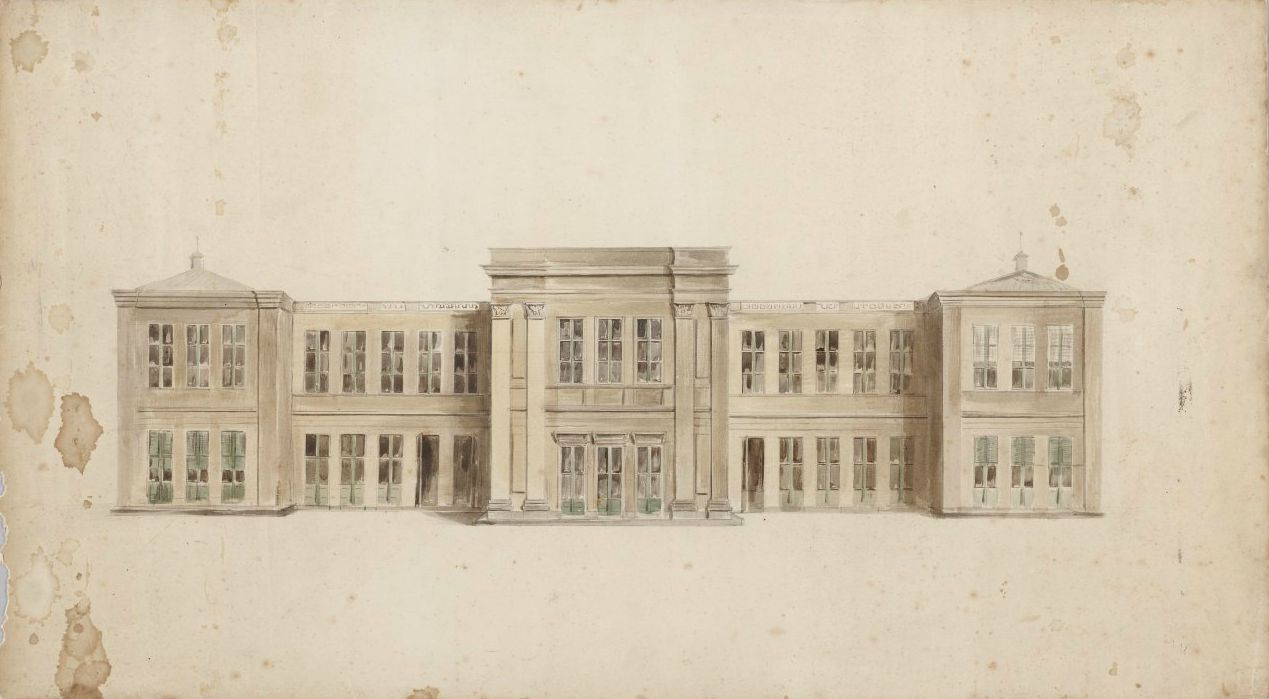
Ontwerp gevel Nederlandse bank, 1860

Hij was een vooraanstaand voorstander van de aanleg van het Noordzeekanaal en zijn initiële ontwerp heeft in feite aan de basis gestaan van het uiteindelijk uitgevoerde kanaalwerk. Tot de gebouwen die hij heeft ontworpen hoort het pand aan de Oude Turfmarkt 127 in Amsterdam, aanvankelijk het hoofdkantoor van De Nederlandsche Bank, tegenwoordig het Allard Pierson Museum.
Van 1878 tot 1881 was Froger als liberaal lid van de Tweede Kamer.

## Eerbetoon
Amsterdam eerde hem in 1952 op twee wijzen. In het Westelijk Havengebied werd toen de W.A. Frogerweg aangeduid, een weg langs Zijkanaal F (zijtak van het Noordzeekanaal). In dat jaar werd ook het initiatief genomen ter oprichting van het Gedenkteken W.A. Froger dat in die buurt bij de Nieuwe Hemweg werd geplaatst. Dat Westelijk Havengebied werd later heringericht waarbij de weg verdween. In 1997 werd het tot dan toe naamloze stationsplein bij Station Amsterdam Lelylaan naar hem vernoemd maar in 2011 hernoemd in Cornelis Lelyplein. In 2017 werd opnieuw een straat naar hem vernoemd, een nieuwe straat tussen de Cornelis Lelylaan en Schipluidenlaan. Zijn gedenkteken kwam via de Oostelijke Handelskade uiteindelijk in het Flevopark te staan.

## Publicaties
- Willem Anthony Froger. Handboek bij het bepalen der afmetingen, der voornaamste delen van bouwkunstige zamenstellingen, naar de daarop werkende krachten of belastingen, enz, Volume 1. Weytingh & van der Haart, 1845
- Willem Anthony Froger. Over de verdediging der landgrenzen van den Staat, vooral in betrekking tot het belang van den handel en tot bevordering van rivierverbetering, kanalisatie en waterontlasting. Weytingh en van der Haart, 1849.
- Willem Anthony Froger. Brief van Willem Anthony Froger (1812-1883) aan Koninklijk Instituut van Ingenieurs 's-Gravenhage gericht aan Jan Tideman (1821-1901),